# Gonellisme
El gonellisme és un corrent sociolingüístic propi de les Illes Balears.
Té els seus orígens a l'illa de Mallorca a partir del 30 de juny del 1972 amb la carta-manifest d'un tal Pep Gonella, primera d'una enfilada de cartes que encetà una polèmica entorn del model de llengua que segons l'autor (el seu nom era un pseudònim) havia de prevaldre, que al criteri de Gonella havia d'esser un model més respectuós amb els trets lingüístics de la variant mallorquina. L'autor i inspirador de dit corrent mai va posar en dubte ni la unitat de la llengua ni la seva integritat formal.
Els darrers anys, i a la llum dels corrents neogonelles que han descentralitzat el mallorquinisme originari en balearitzar el corrent, aquest moviment ha volgut esser una tendència seriosa dins l'àmbit de les teories normatives, assimilant-la més aviat a allò que al Principat es coneix com a corrent del català light que a certes tendències agressives del blaverisme valencià.

## En Pep Gonella i “Sa Polèmica”
Pep Gonella no és el nom de l'autor del serial de cartes editades (i contestades) l'estiu del 1972 al Diari de Mallorca, sinó un pseudònim propi del folklore mallorquí. Com a pseudònim, va ser utilitzat per Josep Zaforteza a aquesta sèrie de cartes on a la primera -a manera de manifest- ja es donava una idea de quina era la reivindicació essencial d'allò que regiria tot el discurs de les subsegüents: Barcelonismes en lloc de purismes, ordenada en els paràgrafs: Es per què i es què, Ni llengo ni dialecte, si no varietat, Com se parlava a Mallorca i Com s'escrivia a Mallorca.
Totes elles són, en definitiva, una sèrie d'argumentacions basades en la casuística ortogràfica balear (concretament de la modalitat mallorquina) que l'autor justificaria més endavant i en raó a les reaccions dels seus oponents, basant-se en precedents de pes com a autors de l'Escola Mallorquina, versos de Pere d'Alcàntara Penya, els “Aigoforts” de Gabriel Maura i referències a Mossèn Antoni M. Alcover.
El principal opositor a les tesis d'en Pep Gonella va ser el deixeble i col·laborador de Mossèn Antoni M. Alcover, Francesc de Borja Moll, qui es va prendre la causa gonellista com una ofensa personal (Gonella l'arribà a acusar de ser responsable que l'obra d'Alcover fos "pervertida", segons els seus escrits). Moll va compilar tota aquella polèmica en el llibre La Polèmica d'en Pep Gonella que va afavorir la difusió de l'ideari gonella.
Els detalls de la dialèctica entre Gonella i Borja Moll són molt precisos com per fer referència a tots ells. Basti amb dir que Gonella, qui es feia passar per un pagès semianalfabet, mentre posava èmfasi en el caràcter convencional de tota norma regulativa permetent-se certa laxitud pel que fa a l'ortografia, era molt polit en el seu estil i el delatava, en la seva suposada orfandat cultural, una certa erudició quan havia de citar a una autoritat en lingüística com Ferdinand de Saussure o acudir a altres arguments suposadament elevats.
La seva diatriba contra les elits culturals del moment el va fer molt impopular entre aquestes i per damunt de tot a la que havia assenyalat directament a la seva primera carta: l'Obra Cultural Balear. A partir d'aquí dita associació ha estat la que amb més constància ha combatut el gonellisme.
Sovint el gonellisme ha estat associat amb moviments anticatalanistes, secessionistes o negacionistes, però en realitat aquestes cartes ni el seu autor mai no negaren la unitat de la llengua.

## Identitat d'en Pep Gonella
Al llarg dels anys han sorgit diverses teories d'autoria. Allò generalment acceptat fou que, en conformitat a les evidències analítiques, qui hi havia realment darrere el pseudònim de Pep Gonella fos l'escriptor i editor Lluís Ripoll Arbós, amic personal del director de Diari de Mallorca a l'estiu del 1972, Antoni Alemany. D'Alemany s'havia suggerit la coautoria, però sempre li ha mancat un factor bàsic: mai ha escrit en llengua catalana.
Lluís Ripoll, que surt citat al llibre La Polèmica d'en Pep Gonella i fins i tot hi participa, reunia tots els requisits. Com a escriptor sempre va reivindicar la "personalitat mallorquina" refusant una presumpta "ortodòxia barcelonina", emprant un estàndard balear i promocionant obres d'autors en aquest mateix registre. També va reeditar nombrosos compilatoris dels populars setmanaris de finals del segle xix i principis del XX, a on varen escriure gairebé tots els autors de "l'escola mallorquina".
Cal precisar que Ripoll fou un admirador de Mossèn Antoni M. Alcover i no tenia bones relacions amb Francesc de Borja Moll. De fet, volia reeditar les Rondalles d'Alcover; però Francesc de Borja Moll, també editor, era qui n'havia heretat els drets d'autor i qui finalment les va editar.
El 2017 IB3 Televisió va revelar la identitat de Pep Gonella: Josep Zaforteza.

## Precedents i moviments sociolingüístics relacionats
Ja des de finals del segle xviii i durant tot el segle xix aparegueren nombrosos assajos, lexicografies, gramàtiques, ortografies, promptuaris i guies damunt el parlar mallorquí (també damunt el menorquí i l'eivissenc) sense vincular-los ni separar-los del català. Dues obres destacables són la Gramàtica mallorquina d'en Joan Josep Amengual i Reus (1835) i la Gramàtica menorquina del Dr. Julio Soler (1858), si bé s'han de contextualitzar en el seu temps decimonònic.
Existeixen precedents directes que poden considerar-se brou de cultiu d'un discurs "proto-gonella", tant del segle xix com del XX: 
A darreries del Segle XIX el famós Pep d'Aubenya (pseudònim de Pere d'Alcàntara Penya) escriu tot un panegíric entorn de la llengua mallorquina i la necessitat d'un ens regulatiu en el setmanari L'Ignorància en el context d'una extensa missiva dirigida a la poetesa mallorquina Maria Manuela de los Herreros. L'escriptor de l'"escola mallorquina" Gabriel Maura, cosí de qui fou president del govern espanyol Antoni Maura, es va negar expressament a "catalanitzar" els seus Aiguaforts, mantenint l'article salat i altres característiques de la variant mallorquina. Una obra amb gran influència va ser la traducció del Quixot del religiós Ildefons Rullàn, o el fet que nombroses publicacions mallorquines empressin amb molt d'èxit el registre mallorquí.
També s'ha de tenir en compte una mena de prevenció anticatalanista present en la sociolingüística del moment. El mateix Llorenç Villalonga i el seu germà es varen autoproclamar en temps de la guerra civil com a punta de llança contra el catalanisme. Per la seva banda, Francesc de Borja Moll fou autor, el 1931, d'una gramàtica mallorquina ben desciptiva de sa modalitat insular (posteriorment li varen retreure un presumpte gir cap a postures "filocatalanistes").
Les enceses discussions epistolars de Mossèn Antoni M. Alcover amb Pompeu Fabra i les seves crítiques cap al suposat centralisme de l'Institut d'Estudis Catalans són constitueixen un fet innegable que recolza les tesis gonelles.
Fou significativa la presa de possessió de Llorenç Riber de la cadira per la llengua mallorquina a la Reial Acadèmia Espanyola així com la publicació Petita Ortografia Balear editada el 1960 pel premi Ramon Llull, Llorenç Vidal Vidal.
Tots aquests fets i personatges són considerats "pre-gonelles" pels mateixos gonelles. Per tant, la polèmica d'en Pep Gonella no faria més que canalitzar tots aquests precedents.
Quant a moviments sociolingüístics o etnològics que puguin mantenir semblances amb el gonellisme, el més semblant seria l'anomenat mallorquinisme o més àmpliament regionalisme balear. Subsisteix dins d'un sector de les Illes una mena de rebuig antropològic en forma de prejudici cap a la idea que els natius deuen gran part de la seva cultura al llegat històric derivat de la conquesta de Jaume I d'Aragó el 1229 i la subsegüent repoblació (en aquest cas, en gran manera catalana). És a dir, un sector de la població manté certa predisposició anticatalanista que afavoreix una mena de xovinisme propici cara a posicionaments gonellistes, encara que el gonellisme consistiria en la reafirmació dels trets privatius illencs abans que al refús als lligams amb la cultura de Catalunya.
Per tant, l'anticatalanisme visceral es faria palès en altres sectors de caràcter més polititzat i es manifestaria a través d'altres corrents de pensament externes al gonellisme.

## Neogonellisme o “Gonellisme Il·lustrat”. Balearització del fenomen
Al llarg de quaranta anys el gonellisme ha anat evolucionant i adaptant-se a les circumstàncies. Una persona que havia de conèixer la vertadera identitat de Pep Gonella, el periodista Antoni Alemany, va prosseguir durant els anys 80 i 90 amb el discurs gonella, si bé sempre publicava els seus articles en castellà. Un altre epígon notable fou el periodista Lluís Cerdó Fernández, aleshores protegit d'Alemany, qui publicà prolíficament articles lingüístics durant una temporada.
La flama de l'anticatalanisme va estar vigent i ben representada per persones com Jaume Martorell i altres (com el Centro Cultural Mallorquí, el Grup ACMA i més); però aquests no serien etiquetats com a gonelles pròpiament dits, donat el seu ferm negacionisme.
Amb els anys sorgeix una nova generació gonella, alfabetitzada i formada acadèmicament des del principi dins l'assignatura de llengua catalana i formada a diverses branques universitàries, que comença a interessar-se per la qüestió. Prenen com a base l'estàndard a l'ús, la Gramàtica de Francesc de Borja Moll del 1931, la Petita Ortografia Balear de Llorenç Vidal del 1960 i el Diccionari Català-Valencià-Balear de Mossèn Antoni M. Alcover. Alguns qualifiquen aquest corrent sociolingüístic (i ells mateixos) com a gonellisme il·lustrat.

## El Pseudogonellisme o anticatalanisme secessionista
Durant molt de temps el gonellisme ha estat associat amb altres conceptes amb corrents que acceptaven la unitat de la llengua i altres favorables al secessionistes lingüístics i clarament vinculats a l'anticatalanisme. Aquests darrers no representen una gran família en termes sociolingüístics, ja que no gaudeixen de cap credibilitat acadèmica. Un personatge històric va ser Jaume Martorell i el seu extint Centro Cultural Mallorquí, que despatxava periòdicament un full informatiu casolà anomenant Sa Fuya. ACMA (Associació Cultural Mossèn Alcover), la fundació Círcol Balear i altres també han computat en aquest escenari.
Darrerament els representants d'aquesta tendència són l'Acadèmi de sa Llengo Baléà, fundada i dirigida per "Mikèl" Garau Rosselló (responsable d'altres grupuscles semblants, ja desapareguts) i la seva associació vinculada Grupo d'Acció Baléà (GAB), del qual el president és Antoni Ballesté. Aquest darrer grup està fet a imatge i semblança del seu homònim blaverista, el Grup d'Acció Valencianista (GAV).

## Vore també
- Blaverisme
- Anticatalanisme